# Condizione della donna in Pakistan

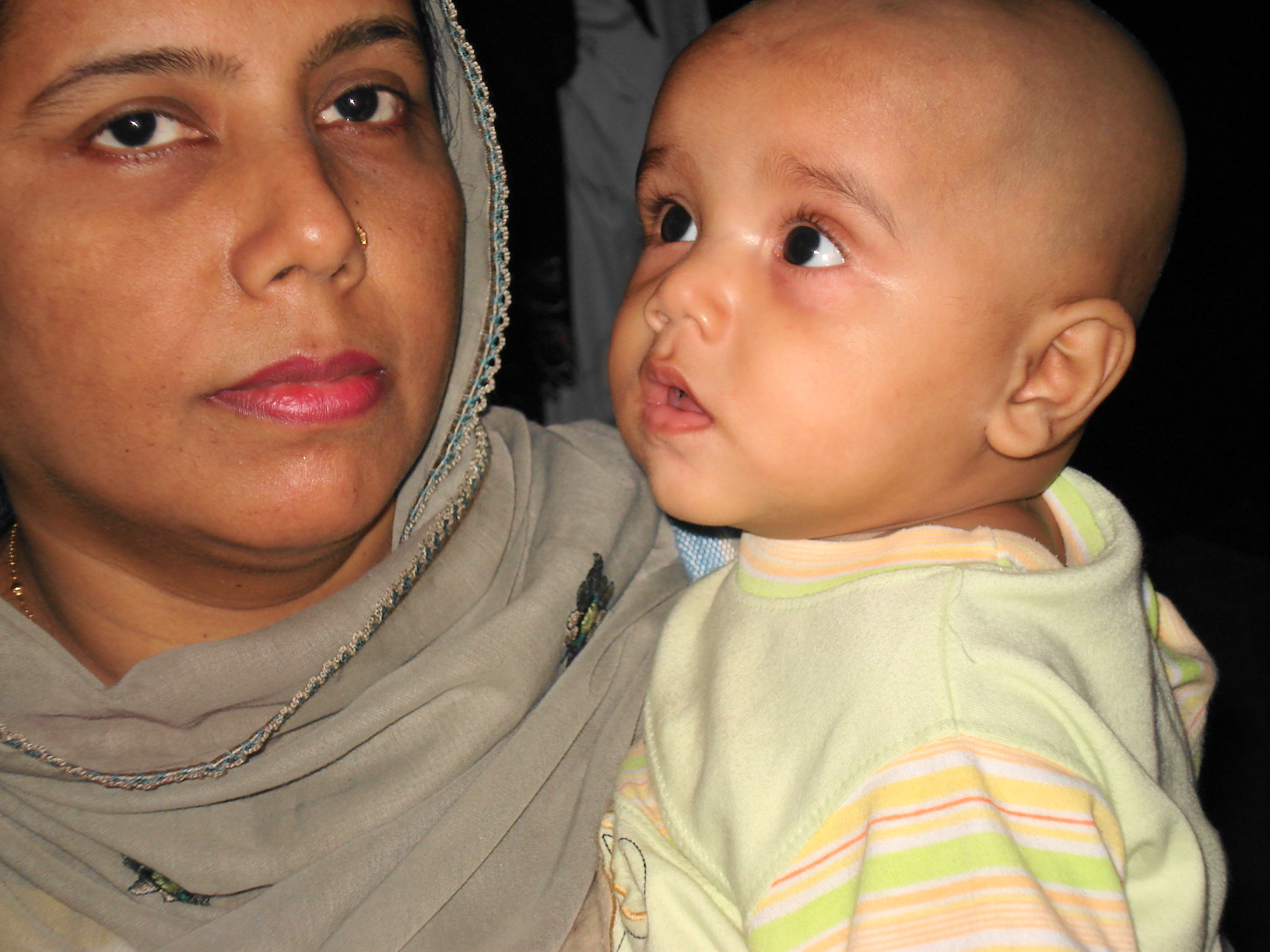
Donna pakistana con bambino.

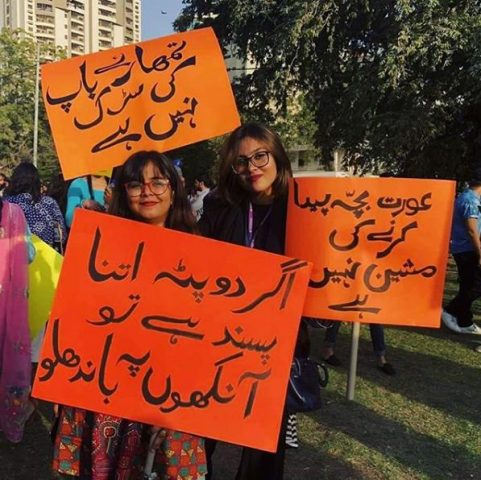
Ragazze pakistane protestano in Pakistan nel 2019

Lo status delle donne in Pakistan è sistematicamente subordinato al ruolo di genere, anche se esso può variare notevolmente tra le classi sociali, nelle regioni in considerazione e per il forte divario rurale/urbano; questo a causa dello sviluppo socioeconomico sconnesso e dell'impatto dovuto alle formazioni sociali tribali, feudali e capitalistiche sulla vita delle donne. Le donne pakistane dei giorni nostri godono, tuttavia, di un migliore status rispetto al passato.Quasi tutti i gruppi religiosi presenti nel territorio citano il Corano a sostegno della visione che vuole le donne subordinate agli uomini. È accaduto che anche le vittime di stupro non venissero autorizzate ad utilizzare la prova dell'impronta genetica per poter dimostrare le loro ragioni; tuttavia l'"All Pakistan Ulema Council" ha recentemente rilasciato delle fatwā denunciando il verificarsi sempre più frequente del "delitto d'onore". 
Nonostante tutto, nel novembre 2016 il delitto d'onore viene abolito, anche se rimane frequente che molte donne vengano uccise o picchiate dai loro familiari. In diversi casi sono i capivillaggio a scegliere.
Dei timidi miglioramenti si sono verificati anche grazie al fatto che Lahore ha inaugurato il suo primo servizio di vigili urbani femminili per gestire il traffico e la provincia più conservatrice del paese, Khyber Pakhtunkhwa, intende far aumentare la percentuale di donne all'interno del corpo di polizia.
Ma anche con questi segni di evoluzione rimangono molto attuali i casi di abuso e di violenza domestica con un numero assai elevato di matrimonio infantile e di matrimonio forzato. Il Pakistan rimane attualmente uno dei paesi più pericolosi del mondo nei riguardi della sicurezza delle donne.
Il paese possiede un doppio sistema legale, quella civile e quella rifacentesi alla Sharia. La costituzione del Pakistan riconosce l'uguaglianza tra uomini e donne; l'articolo 25 al paragrafo 2 afferma che non esiste discriminazione sulla base del sesso, ma riconosce anche la validità della legislazione religiosa della Sharia (capitolo 3 - Federal Shariat Court).
Il "Gender Inequality Index" (GII) per il 2014 è fissato a 0.536 (alla 121ª posizione su 157 paesi), mentre il Global Gender Gap Report per il 2016 è fissato a 0.556, in penultima posizione su 144 paesi.
Il Global Gender Gap Report del 2019 posiziona il Pakistan 151º su 153 Paesi con un punteggio di 0,564 su 1,000 (nel 2006 la posizione era 112ª con un punteggio di 0,543/1,000). La partecipazione economica è gravemente insufficiente con un punteggio di 0,327 su 1,000 (2006 112ª posizione 0,369/1,000). Il 25,2% delle donne sono occupate, il 4,9% delle donne sono magistrato e il 23,3% sono operaie e lavoratrici professioniste. Il tasso di alfabetizzazione rimane molto basso rispetto ai Paesi occidentali e della stessa Asia, ovvero il 46,5%. Le donne che hanno concluso gli studi primari, secondari e terziari sono, rispettivamente, il 61,6%, 36,4% e 8,5%. Le donne che compongono il Parlamento sono il 20,2% e le donne ministro sono il 12%. 28,6 è l'età media delle donne quando mettono al mondo un figlio e 3,55 figli a donna in media.

## Storia

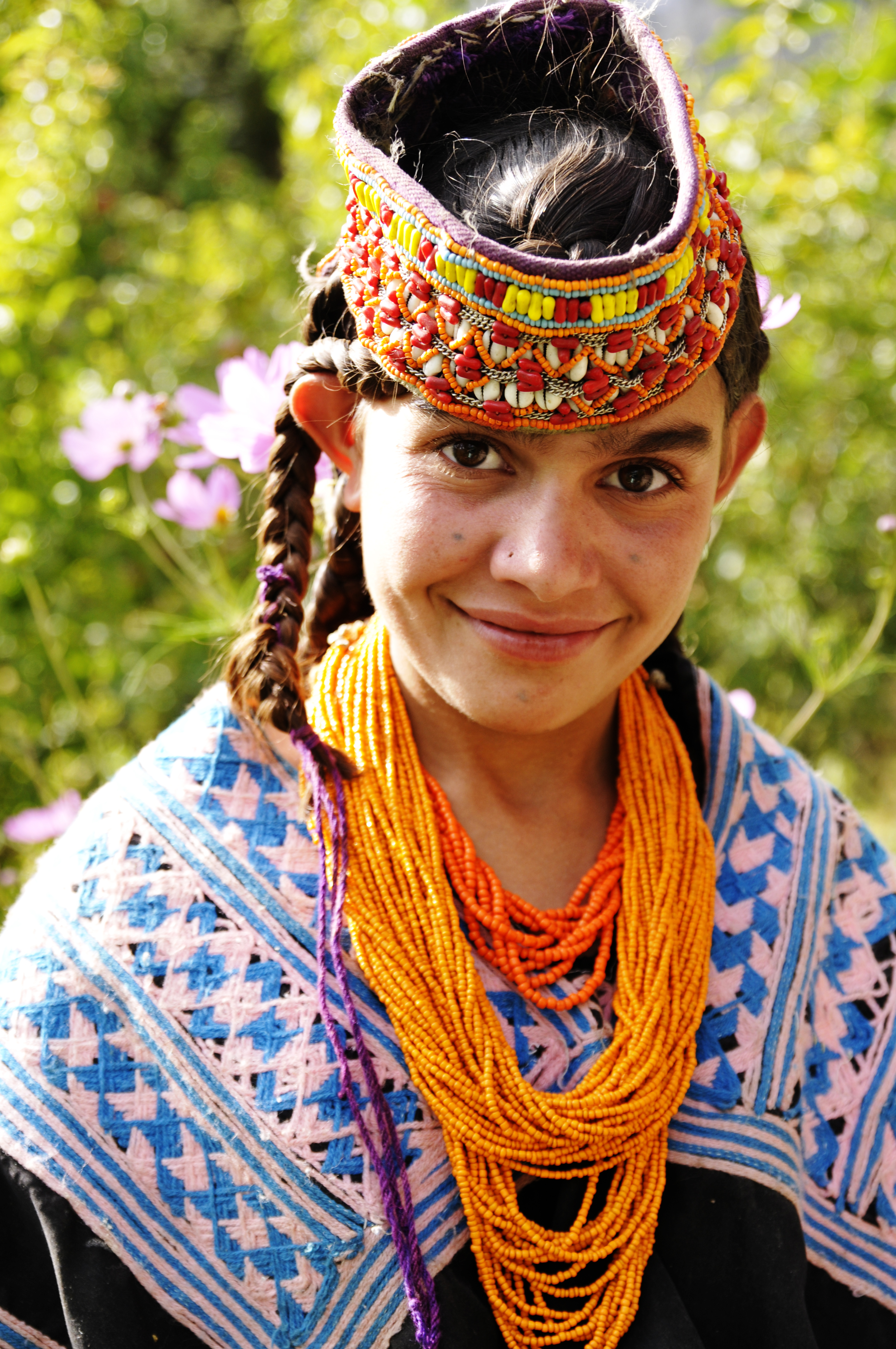
Una ragazza appartenente ai Kalash.

Storicamente i riformatori musulmani come Syed Ahmad Khan hanno cercato d'istituire l'istruzione femminile nel paese, limitare la situazione generalizzata di poligamia e dare possibilità di autonomia alle donne soprattutto attraverso l'educazione. Il fondatore del Pakistan, Mohammad Ali Jinnah, era conosciuto per avere un atteggiamento positivo nei confronti delle donne.
A seguito dell'indipendenza, con lo smembramento dell'impero anglo-indiano, gruppi femminili e organizzazioni femministe sono partite da protagoniste importanti come Fatima Jinnah, che ha lavorato con impegno per far eliminare le ingiustizie socioeconomiche contro le donne nel paese. Jinnah sottolineò il fatto che le donne musulmane leader di ogni ceto sociale sostennero attivamente il movimento pakistano nella metà degli anni quaranta; il loro movimento venne guidato da mogli e da altre parenti dei leader politici maschi. 
Le donne furono talvolta organizzate anche per compiere manifestazioni pubbliche su larga scala.
Prima del 1947 vi fu una tendenza per le donne musulmane presenti in Punjab di appoggiare la Lega Musulmana Panindiana, mentre i loro uomini sostenevano invece il "Partito Unionista". 
Molte donne musulmane diedero il loro appoggio al Congresso Nazionale Indiano e al movimento "Quit India" di disobbedienza civile. Alcune di loro come Syeda Safya Begum di Muslim Town (Lahore) aprirono la prima scuola in lingua inglese espressamente rivolta alle bambine musulmane nel 1935.
Alle donne pakistane venne concesso il diritto di voto nel 1947 e confermato alle elezioni nazionali del 1956 tramite la costituzione provvisoria. 
La messa a disposizione di posti riservati alle donne nel parlamento del Pakistan è esistita durante la storia costituzionale pakistana dal 1956 fino al 1973.

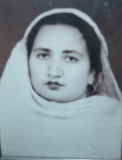
Sarwat Imtiaz, la prima donna "Lambardar" pakistana (1957).

Se il generale Ayyub Khan avesse fatto svolgere correttamente le elezioni la signora Jinnah avrebbe potuto diventare il primo presidente donna di uno dei più grandi paesi musulmani del mondo. 
Tuttavia, nonostante questa battuta d'arresto, durante il decennio 1950-60 sono state intraprese diverse iniziative a favore delle donne. 
Anche la prima donna "Lambardar" (titolo che si applica a famiglie potenti di zamindari) ad essere eletta capovillaggio ("Numberdar") della regione occidentale, la Begum Sarwat Imtiaz, prese giuramento a Chichawatni (in Sahiwal) nel 1959.
La legge musulmana di diritto di famiglia del 1961 ha regolamentato il matrimonio, il divorzio e la poligamia ed ancor oggi continua ad avere un impatto legale significativo sulle donne.

### Governo di Ali Bhutto
Il regime di Zulfikar Ali Bhutto (1970-79) è stato un periodo di opinioni e attitudini liberali nei confronti delle donne. Tutti i servizi governativi sono stati difatti aperti anche alle donne, tra cui i gruppi di gestione distrettuale e i servizi esteri (nel servizio civile), che era stato loro precedentemente negato. 
Circa il 10% dei seggi all'Assemblea nazionale del Pakistan e il 5% nelle assemblee provinciali sono stati riservati alle donne senza restrizioni con la facoltà di contestare anche le sedi generali. Tuttavia l'attuazione effettiva di queste politiche è stata assai scarsa poiché il governo si è ritrovato ad affrontare una forte crisi finanziaria a seguito della guerra indo-pakistana del 1971 con una conseguente divisione del paese (in Pakistan ad occidente e Bangladesh in oriente).
L'uguaglianza di genere è stata formalmente garantita nella carta costituzionale adottata nel 1973; essa prevede che "non ci sarà discriminazione sulla base sessuale", offrendo inoltre protezione in campo matrimoniale, in ambito familiare, nella tutela dei figli, oltre a garantire "la piena partecipazione delle donne in tutte le sfere della vita nazionale".
Nonostante ciò molti collegi giudicanti hanno invece sostenuto le leggi islamiche, spesso interpretate in modo erroneo, contrarie alla garanzia costituzionale di non discriminazione e di uguaglianza di fronte alla legge.
Nel 1975 una delegazione ufficiale pakistana ha partecipato alla prima "Conferenza mondiale sulle donne" svoltasi a Città del Messico, che ha condotto alla costituzione del primo comitato per i diritti delle donne in territorio pakistano.

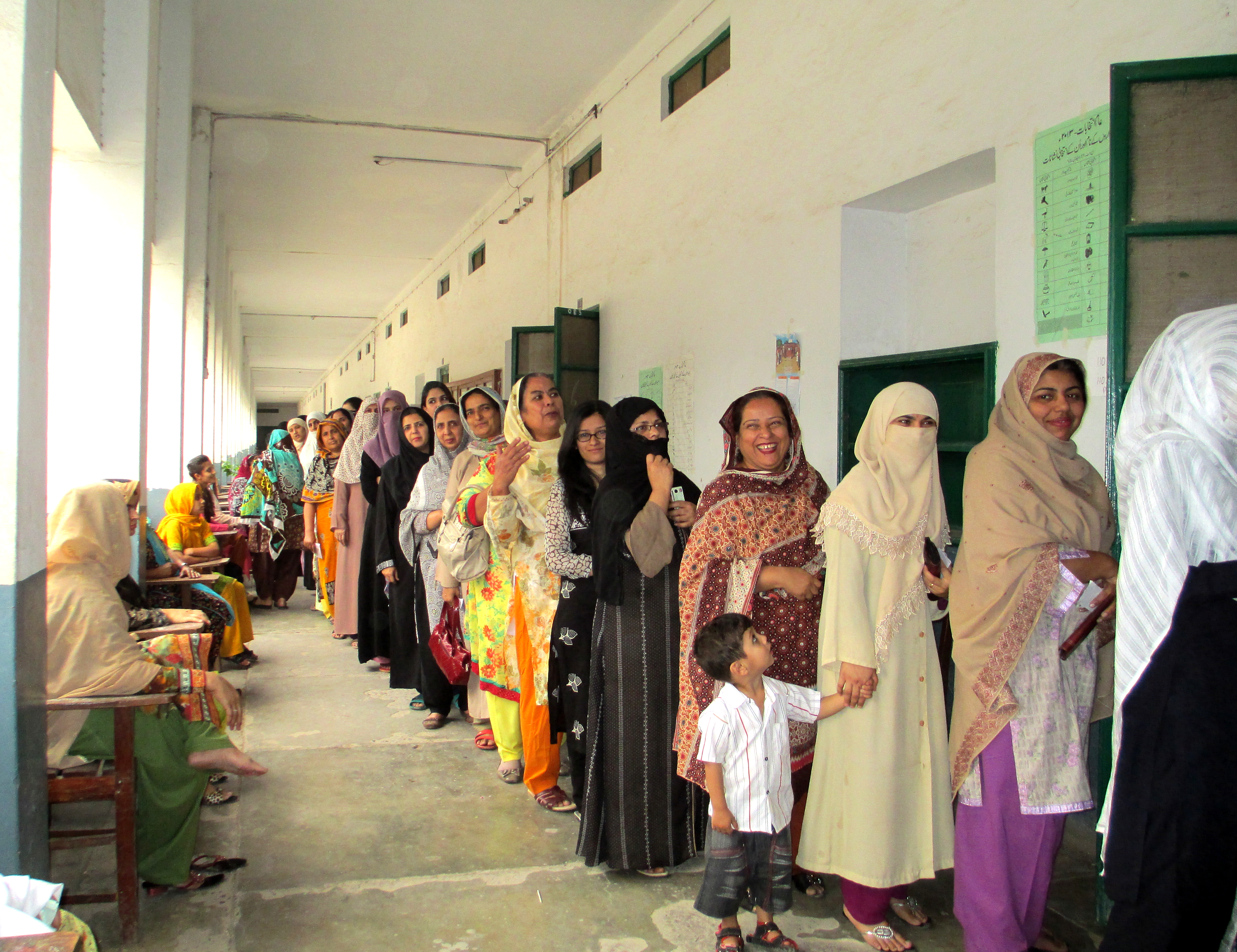
donne in fila a Rawalpindi per votare

### Regime militare di Zia-ul-Haq
L'"Offence of Zina" (Enforcement of Hudood), un'ordinanza del 1979, è stata una sottocategoria dell'Ordinanza Hudood. Zina è il crimine rappresentato dal rapporto sessuale non coniugale e dall'adulterio. 
L'Ordinanza Zina comprendeva anche "zina-bil-jabr", la categoria dei rapporti forzati. Se la donna che accusa un uomo di "zina-bil-jabr" (ovverosia stupro) non può dimostrare al sistema giudiziario di essere stata violentata, si trova ad affrontare l'accusa di adulterio.
Affinché uno stupratore possa ricevere l' "hadd", la punizione massima prevista dal Corano, occorre una sua piena confessione della violenza perpetrata, oppure quattro uomini pii musulmani adulti devono testimoniare l'avvenuto atto di penetrazione sessuale nonché testimoniare contro lo stupratore. 
Ma dopo l'ordinanza del 1984 "Qanun-e-Shahadat" la testimonianza di una donna non viene più considerata alla pari di quella di un uomo. Quindi, se una donna non ha testimoni maschi, ma ha solamente delle testimoni femmine, la loro testimonianza non soddisfa il requisito di prova. 
L'autore può essere assolto e la vittima può affrontare l'accusa pubblica di adulterio. La minaccia di essere perseguita scoraggia in tal modo le vittime dal depositare le denunce.
Inoltre, la possibilità giuridica di stupro coniugale è stata eliminata; per definizione, lo stupro è diventato un reato extramaritale secondo l'ordinanza Zina; ma questo ha prodotto varie critiche internazionali.
I gruppi dei diritti delle donne hanno contribuito alla produzione di un film intitolato "Chi scaglierà la prima pietra?" sotto la regia di Sabiha Sumar per evidenziare l'oppressione e le sofferenze delle donne a seguito delle ordinanze di Hudood.
Nel settembre del 1981 si è avuta la prima condanna - a seguito della sentenza emessa sotto l'ordinanza Zina - di lapidazione a morte (Rajm) per Fehmida e Allah Bakhsh; ma non è stata fatta eseguire per merito del gruppo di pressione nazionale e delle reazioni internazionali. 
Nel settembre del 1981 le donne si sono riunite a Karachi in una riunione d'emergenza per opporsi agli effetti negativi sulle donne della legge marziale e della forte campagna di islamizzazione.
Il gruppo lanciò poi ciò che è diventato il primo movimento nazionale femminile a pieno titolo presente in Pakistan, il "Women’s Action Forum" (Forum di azione femminile-WAF). Il WAF ha organizzato proteste e campagne pubbliche contro le Ordinanze di Hudood, la legge delle prove e le leggi Qisas e Diyat (temporaneamente ritirate).

### Governo di Benazir Bhutto
Il 2 dicembre 1988 Benazir Bhutto, dopo le elezioni del 16 novembre, divenne la prima donna (e finora unica) ad aver ricoperto la carica di primo ministro nel Paese. Ha mantenuto tale incarico fino al 6 agosto 1990, fino a quando fu destituita dall'allora presidente della Repubblica dietro accuse di corruzione. Inoltre è la prima donna primo ministro di un Paese Islamico. Dal 6 febbraio 1952 al 23 marzo 1956 inoltre la regina fu Elisabetta II del Regno Unito.
Riottenne l'incarico di primo ministro il 19 ottobre 1993 e ricoprì tale carica fino al 5 novembre 1996, quando si ridimise per corruzione. Venne uccisa in un attentato il 27 dicembre 2007. 
Suo marito, Asif Ali Zardari, divenne presidente del Pakistan il 9 settembre 2008 all'età di 53 anni, carica che ricoprì fino al 9 settembre 2013. Il 21 giugno 2008 le è stato intitolato l'Aeroporto Internazionale Benazir Bhutto a Islamabad.

## Pratiche

### Purdah
Le norme purdah (separazione tra uomini e donne) sono scrupolosamente seguite da molte comunità in tutto il territorio nazionale. Esso può venire applicato in vari modi, a seconda della tradizione familiare, della regione, della classe o della residenza urbana o rurale. La purdah è più probabile che si eserciti tra i pashtun e i rajput musulmani.

### Matrimonio infantile/Vani
Sebbene la "Child Marriages Restraint Act" renda illegale la licenza della dispensa matrimoniale per le ragazze al di sotto dei 16 anni, casi di matrimonio infantile si ritrovano comunemente nelle zone rurali. 
Il "Vani" è un'abitudine matrimoniale appositamente creata per i bambini e la pratica viene seguita nelle aree rurali oltre che nella provincia del Punjab; le giovani ragazze vengono obbligate a sposarsi per risolvere le guerre di fazione tra i diversi clan.
Esso può essere evitato se il clan della ragazza accetta di pagare una forte somma in denaro, chiamata "Deet", agli altri clan. Quelle denominate "Swara", "Pait likkhi" e "Addo Baddo" sono abitudini e pratiche simili tribali e rurali che spesso promuovono il matrimonio delle ragazze durante i loro primissimi anni dell'adolescenza. 
In un caso estremo accaduto nel 2012 un locale "Jirga" (leader dell'assemblea) nel villaggio di Ashrari (nel distretto di Swat) ha ordinato che Roza Bibi, una bambina di appena sei anni, dovesse essere fatta sposare ad un membro della famiglia rivale per poter in tal maniera risolvere pacificamente una contesa sorta tra i due gruppi.

### Watta Satta
Quello del "Watta Satta" è un costume tribale in cui le spose vengono scambiate tra due clan. Per poter far sposare un figlio, bisogna avere una figlia da concedere in sposa in cambio; se non vi è una sorella per poter attuare un tale cambio, il ruolo può essere assunto anche da una cugina o da una parente lontana. 
Anche se la legge islamica richiede che entrambi i partner esplicitamente acconsentano al matrimonio, le donne vengono spesso costrette in matrimonio forzato combinato organizzato dai loro padri o dai leader tribali.
Watta Satta è la più comune di queste pratiche e si verifica maggiormente nelle zone rurali del Pakistan nordoccidentale e occidentale, oltre che nelle regioni tribali.

### Dote
Come accade anche in altre parti dell'Asia meridionale, l'usanza della dote viene praticata in Pakistan; i conflitti che sorgono relativamente ad essa spesso possono sfociare in atti di violenza i quali possono condurre fino alla morte. Con più di 2000 morti connesse alla dote per anno, il tasso annuale è superiore a 2,45 morti ogni 100.000 donne; il paese detiene il più alto numero di morti relative alla dote nel mondo intero.

### Delitto d'onore
La maggioranza delle vittime del cosiddetto delitto d'onore sono donne e le punizioni comminate agli assassini risultano essere molto lievi. 
La pratica di uccisione sommaria di una persona sospettata di intrattenere una relazione illecita è conosciuta col termine "Karo kari" in Sindh e in Belucistan. Nel dicembre del 2004 il governo ha fatto approvare un disegno di legge che ha reso punibile il "Karo kari" con gli stessi termini penali dell'omicidio.
A pochi mesi dal delitto d'onore della blogger Qandeel Baloch, nell'ottobre 2016 il governo pakistano approvò la legge che toglie ai responsabili dichiarati dei delitti d'onore la possibilità di essere legalmente perdonati dalla famiglia della vittima, mantenendola però i casi di condanna a morte, che in caso di perdono vengono tramutati in carcere.
Molti casi di omicidi d'onore sono stati segnalati contro le donne che si sposano disobbedendo ai desideri della famiglia d'origine, che cercano di divorziare o che hanno subito uno stupro (in quanto hanno portato vergogna e disonore all'intera famiglia).

### Matrimonio "al Corano"
In alcune parti della regione del Sindh la pratica di sposare una donna "al Corano" è prevalente tra i capifamiglia, anche se questa pratica è del tutto estranea all'islam e non ha nessun fondamento religioso. L'usanza viene spesso utilizzata dagli uomini per poter mantenere il possesso della terra delle loro sorelle e delle loro figlie.

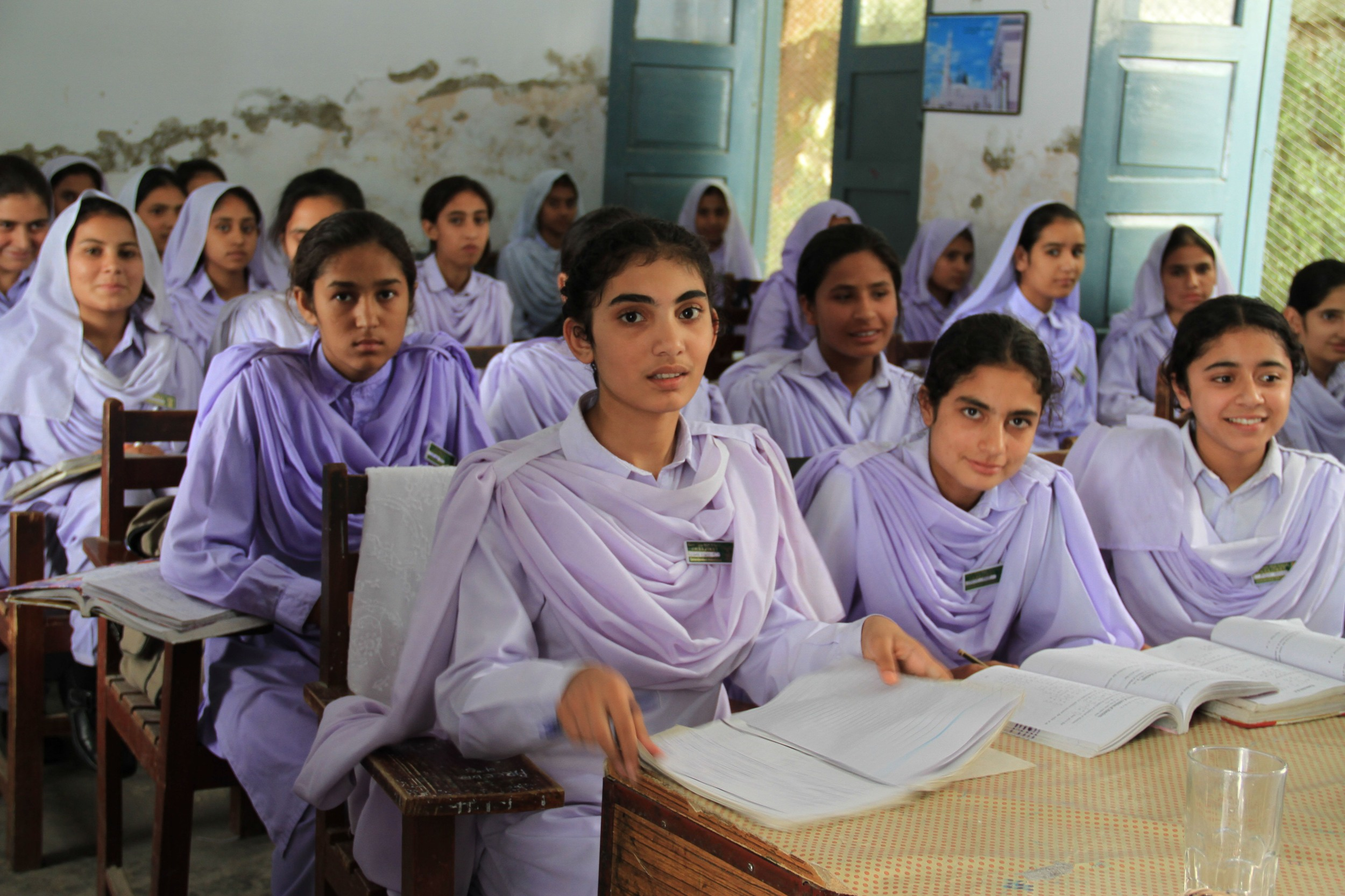
Una classe femminile nella provincia di Khyber Pakhtunkhwa.

## Istruzione e sviluppo economico
In Pakistan l'accesso delle donne alla proprietà privata, all'istruzione femminile, all'occupazione ecc. rimane notevolmente inferiore rispetto agli uomini. 
Il contesto sociale e culturale della società è risultato essere storicamente sempre con una predominanza rivolta alla situazione di patriarcato. Le donne hanno una assai bassa percentuale di partecipazione nella società pubblica al di fuori della famiglia.

### Diritti fondiari e di proprietà
Circa il 90% delle famiglie pakistane sono guidate da uomini e la maggior parte delle famiglie con una donna alla guida appartengono agli strati più poveri della società.
Le donne non dispongono delle risorse produttive delle loro proprietà. Nonostante il diritto legale delle donne a possedere e ad ereditare proprietà provenienti dalle loro famiglie, ancora nel 2000 vi erano molte poche donne che avevano libero accesso al controllo di tali risorse.

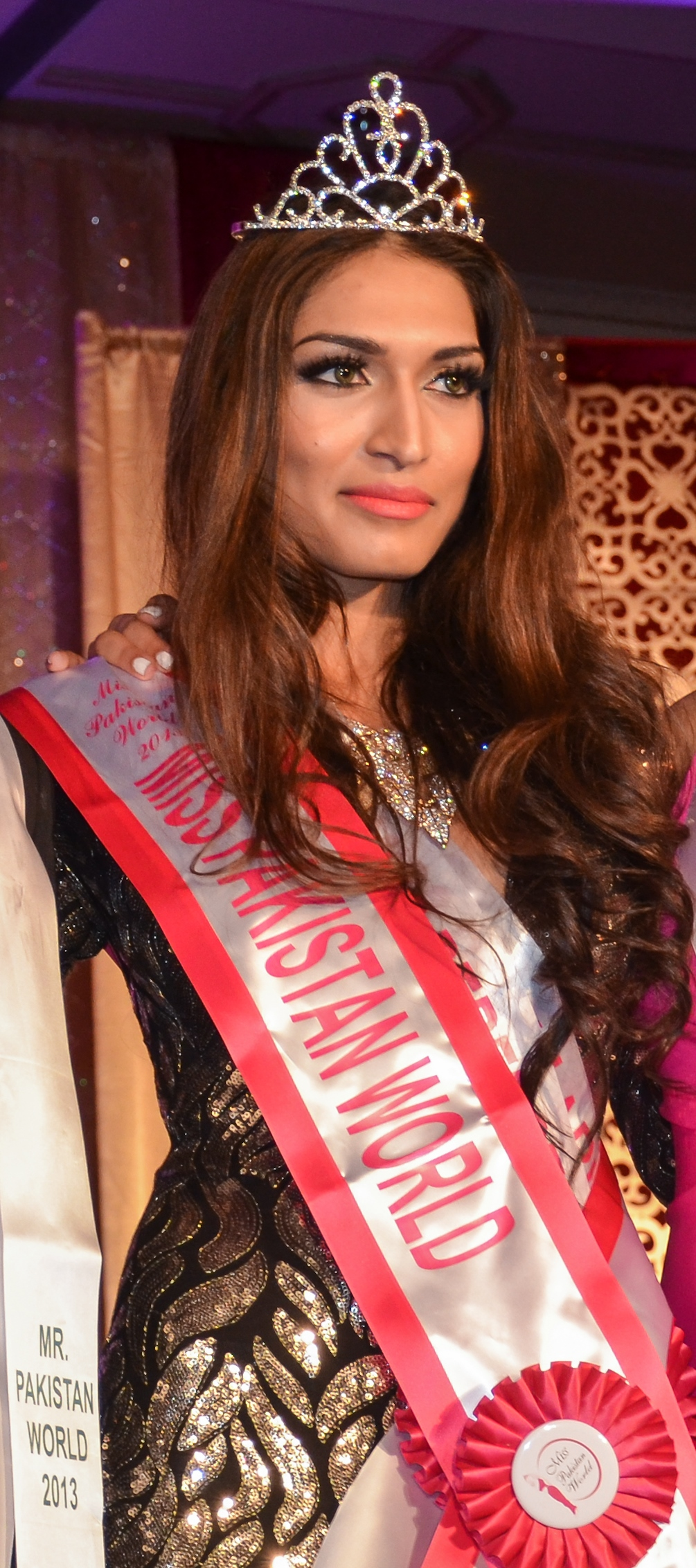
"Miss Pakistan World" 2013, Shanzay Hayat.

## Donne di rilievo
Le donne pakistane hanno progredito in vari settori della vita come nella politica, nell'istruzione, nell'economia e nei servizi, nella salute e in molti altri.

### ONG pakistane per i diritti delle donne
La società civile pakistana ha prodotto un numero significativo di organizzazioni non governative, grandi e piccole, che coraggiosamente lavorano per migliorare la situazione globale delle donne ed in particolare per prevenire la violenza contro le donne, tra le quali vi sono:
- la "All Pakistan Women's Association" (APWA), fondata nel 1949:
- l'"Aurat Foundation", registrata nel 1986;
- la "Blue Veins" la quale opera principalmente sulle questioni sanitarie nelle zone rurali;
- la "Society for Appraisal and Women Empowerment in Rural Areas" (SAWERA), fondata nel 2004 a "Khyber Agency" (una zona tribale), divenuta famosa per l'assassinio della sua fondatrice - all'età di 25 anni - (la femminista Fareeda Afridi) avvenuto nel giugno del 2012[45][46].

### Arte e intrattenimento
- Noor Jehan è stata una cantante melodica del subcontinente indiano. Si possono trovare molte altre cantanti tra cui Abida Parveen, Farida Khanum, Nayyara Noor, Iqbal Bano e Tahira Syed. Feryal Gauhar, Zeba Bakhtiar e Samina Pirzada sono acclamate attrici.
- Nazia Hassan era una cantante di musica pop molto popolare.
- Hadiqa Kiani ha ricevuto la massima onorificenza del paese ed è considerato la "cantante più popolare del Pakistan" degli ultimi due decenni. Ha cantato in oltre una dozzina di lingue e ha rappresentato il Pakistan in tutto il mondo attraverso la sua musica.
- Nigar Nazar è la prima cartonista donna del mondo musulmano.
- Fauzia Minallah è la prima e più giovane disegnatrice politica ad aver vinto il premio indetto dalla "All Pakistan Newspaper Society". È anche vincitrice del premio per la pace di Ron Kovic[47].
- Mahira Khan è un'attrice che si è fatta conoscere grazie ai drammi televisivi Humsafar e Sadqay Tumhare; è inoltre anche apparsa nei film Bol e Bin Roye. Khan interpreta attualmente pellicole di Bollywood assieme al prolifico attore Shah Rukh Khan.
- Marina Khan ha recitato nella serie intitolata Dhoop Kinare e nell'indiana Tanhaiyan. Ella talvolta interpreta personaggi femminili molto arditi o idiosincratamente duri.
- Ayesha Omer è un'attrice, cantante e modella che spesso rappresenta le giovane e ricche donne pakistane. La giovane attrice ha approfittato del suo sbocco nel campo musicale anche vincendo il "Lux Style Awards" per il miglior album inciso. È stata anche protagonista nel film pakistano del 2015 Karachi se Lahore.
- Sanam Saeed è un'attrice anglo-pakistana apparsa nel dramma Zindagi Gulzar Hai.
- Mehwish Hayat è una modella, cantante e attrice che ha recitato nell commedia avventurosa del 2015 Jawani Phir Nahi Ani, uno dei film pakistani di più ampio successo, ed è apparsa anche in vari spot televisivi oltre che in vari drammi.
- Mahnoor Baloch è un'attrice e regista che ha lavorato in molti serial e in film come Main Hoon Shahid Afridi del 2013.
- Jovita Veronica Alvares ha vinto l'"Imran Mir Art Prize" nel 2017.

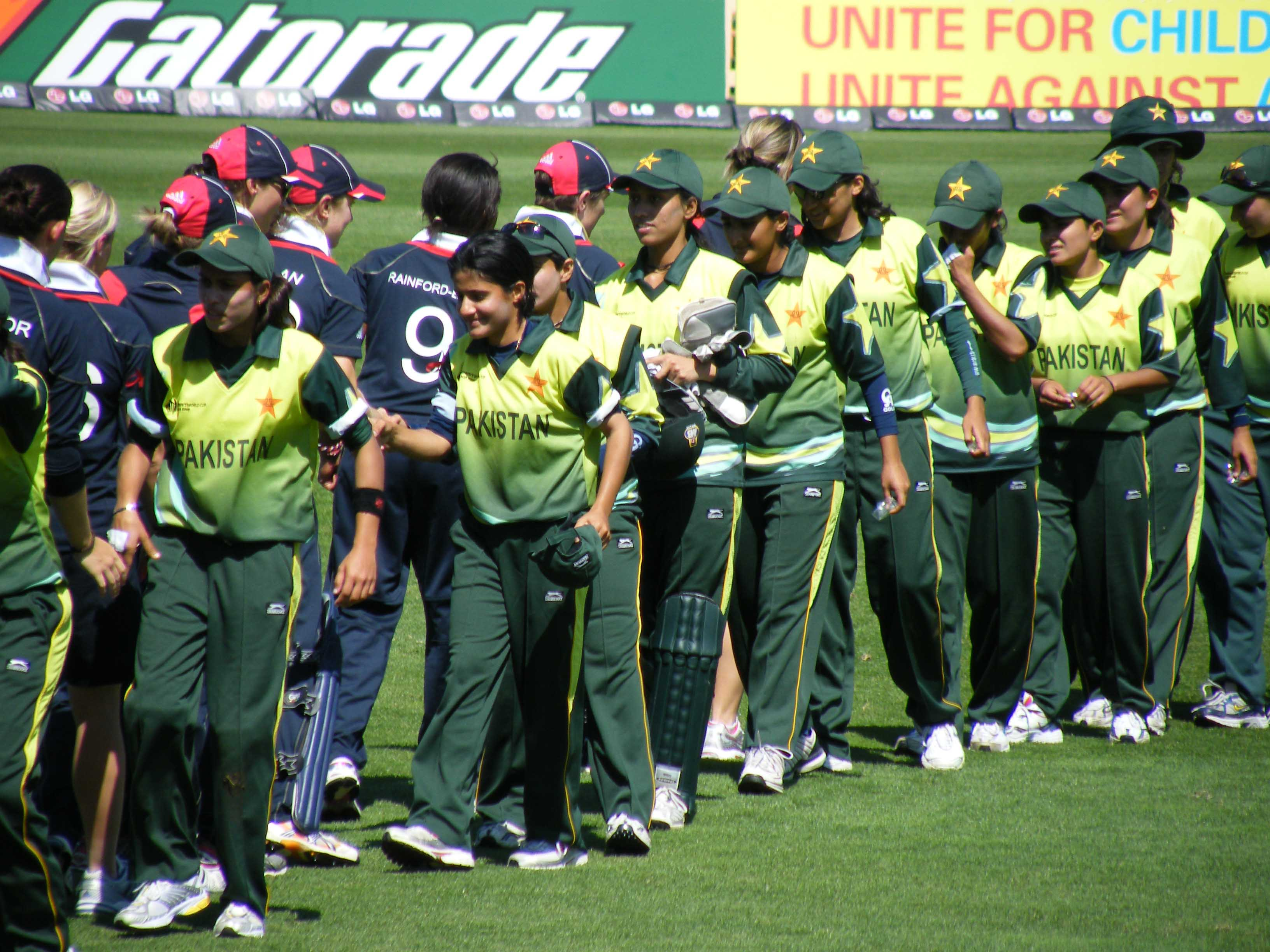
La squadra femminile di Cricket pakistana.

### Sport
Le donne di maggior rilievo nel campo dello sport pakistano sono sempre state afflitte dalla società patriarcale e molti hanno affermato che gli allenatori, i selettori e gli altri uomini in posizione di potere chiedono in cambio favori sessuali. L'abuso sessuale di questo tipo ha portato alcune atlete a commettere suicidio a causa della completa inattività delle autorità a perseguire i sospetti. In alcuni casi le atlete che denunciano i casi di abusi e di molestia sessuale vengono cacciate o messe in panchina o sotto esame.
Nel 1996, quando le sorelle Shaiza e Sharmeen Khan cercarono per la prima volta di introdurre il cricket femminile in Pakistan, si dovettero confrontare con denunce e persino minacce di morte. 
Il governo ha rifiutato il permesso di giocare in India nel 1997 ed ha stabilito che alle donne viene di fatto vietato di fare sport in pubblico. Tuttavia, in seguito sono stati concessi dei permessi e pertanto la squadra di cricket femminile pakistana ha potuto svolgere il suo primo incontro ufficiale il 28 gennaio 1997 contro la squadra della Nuova Zelanda a Christchurch.
Shazia Hidayat è stata l'unica atleta femminile della squadra pakistana in competizione ai giochi della XXVII Olimpiade svoltisi a Sydney, in Australia, diventando la seconda donna a rappresentare il Pakistan in un evento olimpico.
Sidra Sadaf è una ciclista che ha vinto una medaglia d'argento agli 11° Giochi del Sudest asiatico svoltisi a Dacca, la capitale del Bangladesh, nel gennaio del 2010. Naseem Hameed in quells stessa occasione è diventata lo sprinter donna più veloce dell'Asia meridionale; si è guadagnata una diffusa popolarità per la notevole impresa eseguita.

### Politica
Il 19 marzo 2008 Fahmida Mirza diventa speaker dell'Assemblea Nazionale, fino al 3 giugno 2013.
Nel Governo Imran Khan, formatosi il 20 agosto 2018 e conclusosi il 10 aprile 2022, 4 donne sono state nominate ministro: Zartaj Gul, Fahmida Mirza, Shireen Mazari e Zubaida Jalal.
Nel nuovo Governo di Shehbaz Sharif, formatosi il 10 aprile 2022, Shazia Atta Marri, Sherry Rehman e Marriyum Aurangzeb, sono le uniche tre donne, le quali ricoprono rispettivamente la carica di ministro della povertà e degli affari sociali, dei cambiamenti climatici e dell'informazione e delle trasmissioni.